# Електрометалургійний завод у Ар-Русайл (Modern Steel)
Електрометалургійний завод у Ар-Русайл (Modern Steel) — підприємство чорної металургії Оману, яке діє на півночі країни в індустріальній зоні Ар-Русайл та належить групі Modern Steel.
У 2001 році компанія Modern Steel Mills ввела в дію завод, що може продукувати 80 тисяч тонн сталі на рік. Основним обладнанням тут є електродугова піч, піч-ківш та машина безперервного виливу сортової заготовки, при цьому всі вони були постачені індійським виробником 21st Century Engineering Services.
Випущена заготовка могла постачатись металопрокатним виробництвам компаній Hadid Majan (діє в тій же зоні Ар-Русайл), Sharq Sohar Steel Rolling Mills, а також на експорт до Дубаї, Абу-Дабі, Саудівської Аравії. Втім, варто відзначити, що потужність заводу Modern Steel доволі незначна, при цьому в 2017-му в Бураймі (на кордоні з ОАЕ) почав роботу металопрокатний завод компанії Modern Steel Rolling Mills, яка належить до тієї ж групи.
Власниками групи Modern Steel є місцеві компанії OMINVEST, Assrain Enterprise, Al Araimi Group, а також дві фізичні особи.